# Santé au Gabon
 (février 2015).
Si vous disposez d'ouvrages ou d'articles de référence ou si vous connaissez des sites web de qualité traitant du thème abordé ici, merci de compléter l'article en donnant les références utiles à sa vérifiabilité et en les liant à la section « Notes et références ».
 (février 2015).

## Historique

### Premiers hôpitaux
L'hôpital Albert Schweitzer fondé en 1913 à Lambaréné, au Gabon, fait partie des premières structures hospitalières construites dans le pays, avec l'hôpital de l'Alliance Chrétienne de Bongolo à Lébamba en 1977.

### Depuis l'indépendance
Depuis l'an 2000, le Gabon met l'accent sur ses structures de santé à travers la construction de nouvelles infrastructures médicales, parmi lesquelles : 
- L'institut de cancérologie de Libreville (ICL).
- Le centre hospitalier universitaire d'Angondjé.
- Le centre hospitalier universitaire de Libreville.
- Le centre hospitalier universitaire d'Owendo.
- Le centre international universitaire de recherche et de santé de Lambaréné.

## Système de santé
Il existe trois types de structures de santé au Gabon : les publiques, les paramilitaires et les privées,.
En 2019, le Gabon comptait 542 établissements médicaux. Les hôpitaux principaux sont listés ci-dessous.
| Nom                                                 | Lieu                         | Type                      | Réf.  |
| --------------------------------------------------- | ---------------------------- | ------------------------- | ----- |
| Centre hospitalier régional George Rawiri           | Lambaréné, Moyen-Ogooué      | Hôpital régional          | [ 5 ] |
| Centre hospitalier urbain de Koulamoutou            | Koulamoutou, Ogooué-Lolo     | Centre Hospitalier Urbain | [ 5 ] |
| Centre hospitalier régional Paul Moukambi           | Koulamoutou, Ogooué-Lolo     | Hôpital régional          | [ 5 ] |
| Centre hospitalier régional de Mouila               | Mouila, Ngounié              | Hôpital régional          | [ 5 ] |
| Hôpital de Bongolo                                  | Lébamba, Ngounié             | Hôpital                   | [ 6 ] |
| Centre hospitalier régional de Makokou              | Makokou, Ogooué-Ivindo       | Hôpital régional          | [ 5 ] |
| Hôpital militaire d'Agondjé                         | Libreville/Owendo, Estuaire  | Hôpital universitaire     | [ 5 ] |
| Hôpital égypto-gabonais                             | Libreville/Owendo, Estuaire  | Coopération hospitalière  | [ 5 ] |
| Centre hospitalier de Libreville                    | Libreville/Owendo, Estuaire  | Hôpital universitaire     | ,     |
| Hôpital sino-gabonais de Libreville                 | Libreville/Owendo, Estuaire  | Coopération hospitalière  | [ 5 ] |
| Hôpital d’instruction des armées Omar Bongo Ondimba | Libreville/Owendo, Estuaire  | Hôpital militaire         | [ 6 ] |
| Centre hospitalier régional de Port Gentil          | Port-Gentil, Ogooué-Maritime | Hôpital régional          | ,     |
| Centre hospitalier régional d'Oyem                  | Oyem, Woleu-Ntem             | Hôpital régional          | [ 5 ] |
| Centre hospitalier régional Benjamin Ngoubou        | Tchibanga, Nyanga            | Hôpital régional          | [ 5 ] |
| Centre hospitalier régional de Tchibanga            | Tchibanga, Nyanga            | Hôpital régional          | [ 5 ] |
| Centre hospitalier régional Amissa Bongo            | Franceville, Haut-Ogooué     | Hôpital régional          | ,     |
| Hôpital de la coopération sino-gabonaise Mpassa     | Franceville, Haut-Ogooué     | Coopération hospitalière  | [ 5 ] |
| Hôpital Albert Schweitzer                           | Lambaréné, Moyen-Ogooué      | Hôpital privé             | [ 6 ] |
| Sources,                                            |                              |                           |       |

`

### Financement
Le village numérique, initiative de la compagnie Samsung, dont la première unité a été inaugurée en 2015, vient en appui aux régions les plus reculées du pays en termes d'infrastructures technologiques sur la santé.

## Soins de santé

### Indicateurs de santé
Un Système National d'Information Sanitaire (SNIS) a été mis en place avec pour objectif de produire, analyser et diffuser à temps des données fiables sur la santé publique.

### Pathologies

#### Maladies transmissibles
À cause de la prévalence des moustiques, la fièvre jaune, le paludisme, la dengue, le chikungunya, et zika sont présents au Gabon. Des cas de fièvre de Marburg ont également été détectés à la frontière avec la Guinée Équatoriale et le Cameroun.
La vaccination contre la fièvre jaune est obligatoire et un certificat est exigé à l'arrivée.

#### Santé mentale
La santé mentale est très peu prise en charge au Gabon. En 2020, le pays compte 5 psychiatres, 1,3 % du budget de la santé est alloué à la santé mentale.
Le Centre National de Santé Mentale (CNSM) de Mélen est le seul établissement consacré à la santé mentale du pays et compte 70 lits. L'établissement n'a pas de toilettes, et pas de plateau technique, il manque de soignants et les financements sont largement insuffisants. Le Covid-19 a amplifié la situation, avec un arrêt des consultations en milieu rural et en ambulatoire. Il n'y a avait pas de protections nécessaires contre le Covid-19 dans l'établissement.

## Formation
Le Gabon dispose de trois établissements de formation dans le domaine de la santé : l'ancienne faculté de l'université Omar Bongo, nommée « Centre universitaire des sciences de la santé », l'Université des sciences de la santé de Libreville, et l'ancienne Ecole de Santé, devenu l'Institut de Formation d'Action Sanitaire et Social (INFASS).

## Recherche
Le Centre international de recherches médicales de Franceville (CIRMF) est le chef de file dans la recherche médicale. Il est situé dans la ville de Franceville au sud-est du pays. Le professeur Donatien Mavoungou avec plus de 30 années de carrière dans le domaine des maladies cardiovasculaires est parmi les chercheurs gabonais les plus connus au niveau international.[réf. nécessaire]